# 頸最長筋
頸最長筋（けいさいちょうきん、英語: longissimus cervicis muscle）は、長背筋のうち、中胸の深層に位置する筋肉である。最長筋のうち、頭最長筋と胸最長筋、頸最長筋の3部に分けられたものの一方である。第1～第6胸椎横突起を起始とし、中側上方に向かって走り、第2～第6頸椎後結節に付着する。
頭部および脊柱の後屈、側屈または回旋を行う。